# Gernitz (Kamp)
Die Gernitz ist ein rechter Zubringer zum Kamp bei Krumau am Kamp in Niederösterreich.
Der bei Pallweis entspringende Bach fließt nach Norden über Grottendorf auf den Kamp zu. Als Zuflüsse nimmt er dabei den Kolmgraben und den Hollereckgraben und durchfließt nördlich von Grottendorf die namensgebende Streusiedlung Gernitz mit den Gehöft Gernitz. Streckenweise bildet die Gernitz die Gemeindegrenze zwischen Rastenfeld und Krumau am Kamp. Ihr Einzugsgebiet umfasst 16,2 km² in teilweise bewaldeter Landschaft.
Als Zufluss ist der Hauergraben zwar unbedeutend, er wurde aber durch die hier im Dobra-Gneis aufgefundenen Gesteinslinsen bekannt, deren Gestein nach seinem Fundort Hauergraben-Gneis genannt wird. Dieses Gestein wird auf 1400 Mya datiert und gilt damit als ältestes Gestein Österreichs.